# Manuel López Farfán
Manuel López Farfán (San Bernardo een wijk van Sevilla, 7 mei 1872 – San Juan de Aznalfarache, 24 januari 1944) was een Spaans componist en dirigent.

## Levensloop
Hij studeerde muziek aan het Asilo San Fernando. Hij werd ingelijfd als militair in het Batallón de Cazadores de Cataluña Nº 1 te Córdoba en nam deel aan de oorlog van Cuba. Terug in Sevilla in 1899 werd hij lid van het Regimiento de Granada 34 en was 8 jaren dirigent van de militaire kapel van dit regiment. Daarna werd hij achtereenvolgens dirigent van de Banda de Música del Academia de Artillería in Segovia, Banda de Música del Regimiento Vizcaya nº 51 in Alcoy, van de Banda de Música del Regimiento de la Reina nº 2 in Córdoba en van de Banda del Regimiento Zaragoza nº12 in Santiago de Compostella.
Met datum van 22 februari 1919 kwam hij terug naar Sevilla en werd dirigent van de Banda de Música de Soria 9.
In 1924 begeleidde de Banda de Música de Soria 9 de processie Virgen del Socorro de la Hermandad del Amor. Aansluitend schreef hij het werk Pasan los Campanilleros. In het volgende jaar volgde een opdracht van een andere broederschap voor de processie Virgen de la Hiniesta en het werk werd getitelt: La Estrella Sublime.
Hij heeft voor de processiemarsen het cornet in de banda bijgevoegd.
Van zijn rond 400 composities (cuplés, suites, militaire marsen, hymnes, zarzuelas) zijn vandaag meestal de 22 processiemarsen bekend.

## Composities

### Werken voor banda (harmonieorkest)
- 1893 Un jazmín, wals
- 1896 Las trinitarias, tanda de valses
- 1896 En mi amargura, marcha procesional (vanaf 1906 getitelt: El Cristo de la Exaltación)
- 1899 Esperanza, marcha procesional
- 1899 Matilde, bailable
- 1902 Matilde, barcarola
- 1902 Marcha Real
- 1903 Soy de Navarra, paso-doble
- 1904 Spes Nostra, marcha procesional
- 1906 Una cacería de Sevilla a Córdoba, obra imitativa
- 1906 La Feria de Sevilla, obra descriptiva
- 1907 Capricho
- 1907 Obertura
- 1907 Suite en tres partes
- 1907 Al Santísimo Cristo del Amor (ook: Al Santísimo de la Exaltación), marcha procesional
- 1907 La Virgen del Linarejo, marcha procesional
- 1910 Los héroes del 2 de mayo, 1910, poema sinfónico
- 1913 Madre mía, marcha procesional
- 1913 La saeta, marcha procesional
- 1915 Himno para Santiago
- 1915 Himno del Regimiento de Infantería Zaragoza
- 1915 Sonata
- 1915 Danza descriptiva
- 1920 La Cruz de arriba, marcha procesional
- 1921 El Refugio de María, marcha procesional
- 1923 La Victoria de María, marcha procesional
- 1923 Virgen del Mayor Dolor, marcha procesional
- 1924 Pasan los Campanilleros, marcha procesional con letra (opgedragen aan de Hermandad de las Siete Palabras)
- 1925 La Estrella Sublime, marcha procesional (opgedragen aan de Virgen de la Hiniesta)
- 1925 La Esperanza de Triana, marcha procesional
- 1925 El Real Betis Balompié, paso-doble
- 1926 La Virgen en sus Lágrimas, marcha procesional
- 1926 Marcha-Plegaria a la Asunción de Cantillana, marcha-plegaria con letra
- 1926-1929 Manuel Jiménez “Chicuelo”, paso-doble
- 1927 Nuestra Señora de la Palma, marcha procesional
- 1928 El Calvario de un artista, marcha procesional
- 1931 El Dulce Nombre, marcha cantada
- 1935 La Semana Mayor o Pasión y Muerte de Jesús, marcha procesional
- 1935 Las fuentes maravillosas del Parque de María Luisa
- 1935 Mi bandera andaluza
- 1938 Impresiones del Jueves Santo, marcha procesional con letra
- 1938 La guardia sobre los luceros, marcha procesional
- 1939 Cristo de la Salud, marcha procesional
- 1942 Pepe Luis Vázquez, paso-doble
- 1943 Los novios, paso-doble

### Muziektheater

#### Zarzuelas
| Voltooid in | titel                                    | aktes   | première | libretto                                  |
| ----------- | ---------------------------------------- | ------- | -------- | ----------------------------------------- |
| 1900        | El maestro de armas                      |         |          | naar een novelle van Alexandre Dumas père |
| 1907        | El don Cecilio de hoy                    |         |          |                                           |
| 1913        | Trianerías                               | 2 aktes |          | Pedro Muñoz Seca en Pedro Pérez Fernández |
| 1917        | La mala lengua                           |         |          |                                           |
| 1924        | Las concejalas                           |         |          |                                           |
| 1925        | La grieta roja o el valor de los hombres |         |          |                                           |
| 1926        | Lo de siempre                            |         |          | naar het drama van David Morell Anguiano  |
| 1936        | El clavel de sangre                      |         |          |                                           |